# DW Stadium
O DW Stadium , anteriormente conhecido como JJB Stadium, é um estádio localizado na cidade de Wigan no condado inglês da Grande Manchester, e é a casa do Wigan Athletic Football Club, clube de futebol da Premier League e do Wigan Warriors clube de Rugby league da Super League.